# Castillo de Montclar (Pontils)
El castillo de Montclar, que en la actualidad está en ruinas, se encuentra en la cima de la sierra de Montclar (946 m), en el término municipal de Pontils (Tarragona, España) cerca de la ermita de San Miguel, románica, probablemente debió de ser capilla del castillo, y donde en fechas señaladas se realiza una romería. Desde arriba se tiene una vista panorámica, y se dice que en los días de buena visibilidad se ve el mar con unos prismáticos. Está documentado desde el año 1030, en un documento donde se registra la venta del castillo.
Era conocido con el nombre del Castellot y desempeñó un importante papel en la reconquista del territorio. Perteneció a los de Santa Perpètua hasta que en 1033 fue adquirido por Bernat Sendred de Gurb. En el 1072 pasó a ser posesión de Ramón Berenguer I. Se conservan algunos restos de la torre.